# Expedició 10
L'Expedició 10 va ser la desena estada de llarga durada en l'Estació Espacial Internacional, utilitzant la nau Soiuz TMA-5, que es va mantenir durant l'expedició per a l'evacuació d'emergència.

## Tripulació
| Posició           | Astronauta                              | Astronauta                              |
| ----------------- | --------------------------------------- | --------------------------------------- |
| Comandant         | Leroy Chiao, NASA Quart vol espacial    | Leroy Chiao, NASA Quart vol espacial    |
| Enginyer de vol 1 | Salijan Xarípov, RSA Segon vol espacial | Salijan Xarípov, RSA Segon vol espacial |

## Paràmetres de la missió
- Perigeu: 384 km
- Apogeu: 396 km
- Inclinació: 51,6°
- Període: 92 min

## Objectius
Chiao i Xarípov van acoblar-se a l'Estació Espacial en el 16 d'octubre de 2004 a bord d'un Soiuz TMA-5, per alleujar els tripulants de l'Expedició 9 Mike Fincke i Guennadi Pàdalka. Chiao va ser el comandant de l'expedició i oficial científic de la NASA, i Xarípov va ser el comandant del Soiuz i enginyer de vol. Ambdós astronautes eren investigadors en el Projecte Advanced Diagnostic Ultrasound in Microgravity.
Entre els assoliments notables inclouen la substitució de maquinari crític en la Cambra d'Aire del Quest; la reparació de vestits espacials americans; i la presentació d'un treball d'investigació científica sobre els ultrasons per a l'ús de l'espai. Chiao va ser també el primer astronauta a votar en una Elecció presidencial dels Estats Units des de l'espai.

## Esdeveniments importants
Es va reprogramar el llançament de l'Expedició 10. Durant les proves del prevol, un caragol explosiu es va activar accidentalment a la nau espacial Soiuz TMA-5. Els danys resultants que va causar van ser reparats i la missió va ser enlairada des del Cosmòdrom de Baikonur al Kazakhstan el 14 d'octubre de 2004.
Durant la missió de l'Expedició 10, dues naus espacials de subministrament Progress van ser acoblats a l'Estació Espacial Internacional. La primera (Progress 51) es va acoblar el 25 de desembre de 2004 seguida per la segona (Progress 52) en el 28 de febrer de 2005.
L'astronauta de l'Agència Espacial Europea Roberto Vittori d'Itàlia va viatjar a l'Estació amb la tripulació de l'Expedició 11 i va estar vuit dies a bord fent experiments científics. Vittori va tornar a la Terra amb la tripulació de l'Expedició 10. Ell va pujar a bord sota un contracte entre l'ESA i l'Agència Espacial Russa.
La reentrada de la nau espacial Soiuz TMA-5 va ser perfecta, tornant els astronautes a la Terra a 53 milles al nord de la ciutat d'Arkalik després de 192 dies, 19 hores i 2 minuts a l'espai. L'equip de recuperació va arribar a la càpsula en minuts.

## Tripulació

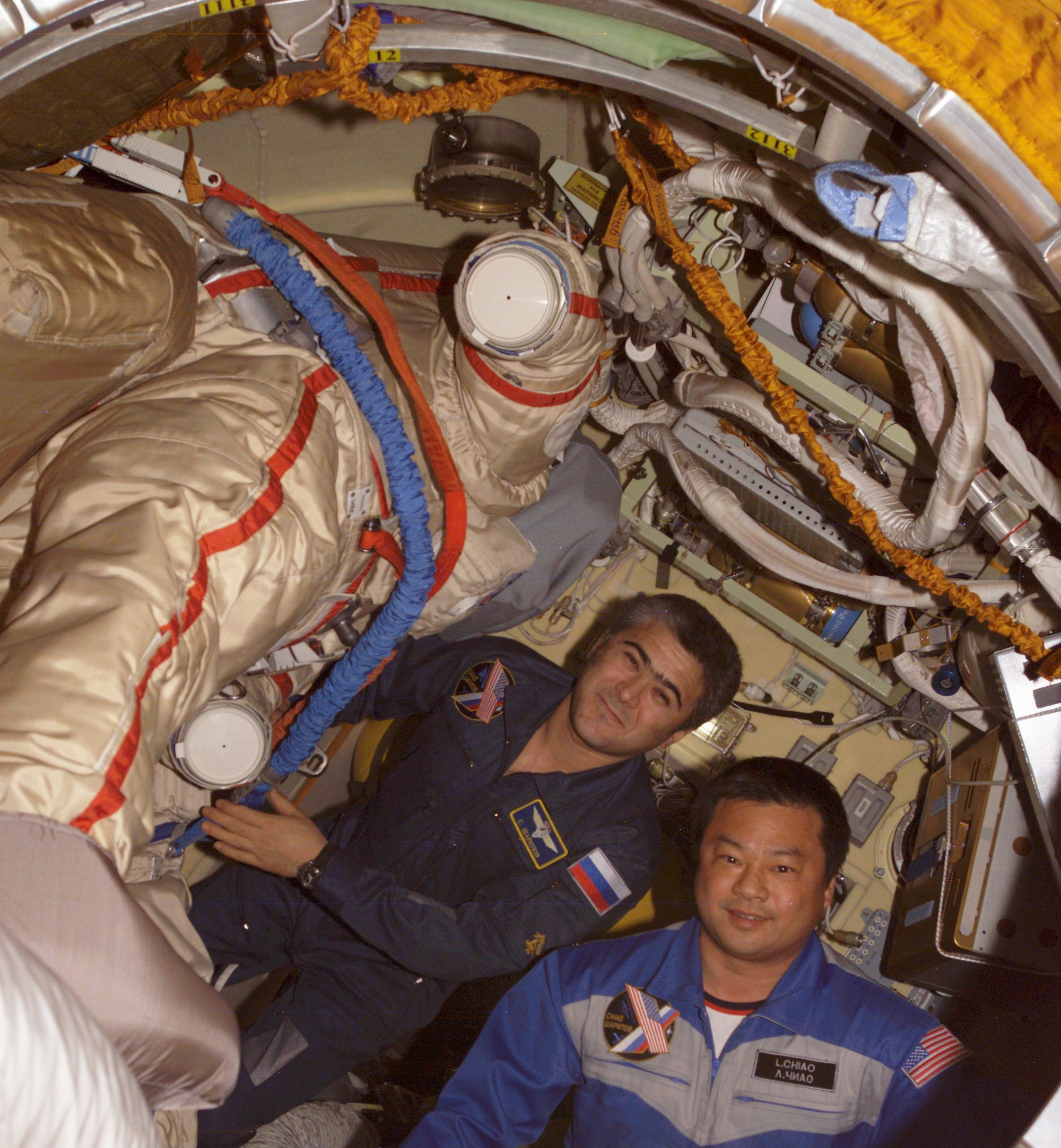
Salijan Xarípov (esquerra) i Leroy Chiao (dreta) treballen amb vestits espacials russos Orlan en el Compartiment d'Acoblmanent de la Pirs de l'Estació Espacial Internacional (ISS). (NASA)

Chiao és veterà de tres vols del Transbordador Espacial, i ha estat 13 hores en dos passeigs espacial en el 2000 com a part d'una missió de construcció de l'Estació. Xarípov ha registrat més de 211 hores a l'espai. Va exercir com a especialista de missió en el transbordador durant la vuitena missió d'acoblament del Transbordador-Mir en el 1998.

## Passeigs espacials
La tripulació de l'Expedició 10 va completar dos passeigs espacials, incloent la instal·lació de l'experiment i tasques per preparar l'estació de l'arribada del nou Vehicle de Transferència Automatitzat europeu en el 2006. En canvi, el Vehicle de Transferència Automatitzat no va arribar fins al 2008.
El primer passeig espacial va tenir lloc el 26 de gener de 2005 i el segon en el 28 de març de 2005.